# Puma GTB
Puma GTB é um automóvel esportivo fabricado pela  Puma e apresentado no Salão do Automóvel em 1973 com o nome de Puma GTO.  Comercializado oficialmente a partir de 1974, como Puma GTB (sigla para Gran Turismo Brasil).

## História
No final de 1971 a "Pequena Atrevida" como era conhecida a PUMA Veículos e Motores, balançou novamente o mercado Brasileiro de Automóveis, começou a testar um novo protótipo desenhado por Rino Malzoni ele foi batizado inicialmente de P8, este "novo" protótipo era conhecido na época como PUMA GTO e na fase de testes o novo carro rodou mais de 50 mil km e com um motor de opala 6 cilindros 3.8 litros, estava sendo aguardado pelos amantes da velocidade, não se tem notícias deste primero protótipo que provavelmente foi totalmente refeito, com o mesmo motor Chevrolet, porém com 4.100 cc, e foi apresentado no Salão do Automóvel de 1973 ainda com o nome de PUMA GTO (GTO: Gran Turismo Omologato - Sigla muito utilizada pela Pontiac e Ferrari), o novo modelo chamou muito a atenção do público que aprovou as linhas do novo esportivo tipicamente inspiradas nos esportivos americanos. Nesse Salão do Automóvel a PUMA Veículos e Motores recebeu cerca de 300 encomendas para o novo modelo que só entrou em fabricação regular apenas em 1974 já batizado de PUMA GTB (Gran Turismo Brasil), a sua produção inicial foi de 10 unidades por mês.
Curiosamente, em maio de 1974, já estava pronto um protótipo da pick-up GTB, que, no entanto, nunca foi construída em série e de cujo paradeiro não se sabe.
O PUMA GTB era um carro esporte bonito e imponente, que tinha fila de espera para compra, pois o governo militar estrangulava cada vez mais a entrada de esportivos importados um número ainda maior de pedidos foi feito e deste modo, ocorreu um fenômeno interessante : Os PUMAS GTB já produzidos eram comercializados, no mercado de carros usados, a preços bem maiores que os praticados pela fábrica , pois estas unidades tinham lista de espera de mais de 1 ano, isso prova que o problema da PUMA Veículos e Motores não era de vender os seus carros mas sim produzi-los.
A carroceria do PUMA GTB também era de plástico e fibra-de-vidro, com a frente bem longa e a traseira curta, cores metálicas, como prateado e dourado, eram as preferidas. Vidros verdes, bancos e volante esportivos faziam parte dos itens de série.
Como o irmão menor, o PUMA GTB era ideal para duas pessoas (o espaço do banco traseiro podia ser utilizado apenas para pequenos percursos). O painel de instrumentos era bem completo e incluía conta-giros, voltímetro e termômetro do óleo. Vinha equipado com rodas exclusivas da PUMA e os pneus inéditos no mercado nacional, os Pirelli E70.
O desempenho do PUMA GTB não era muito superior aos do Opala, Dodge Dart e Charger da época. E estes eram mais baratos que ele. Aliás, o PUMA GTB só custava menos que o Ford Landau, carro nacional mais caro e luxuoso da época. Um ano depois de seu lançamento chegaria um sério concorrente para o PUMA GTB, que foi o Maverick GT. A velocidade máxima do PUMA GTB era de 170 km/h e fazia de 0 a 100 km/h em 12,5 segundos. As únicas mudanças sofridas até 1978 seriam na grade, conjunto ótico traseiro, a localização da placa traseira, emblemas e no motor, que passaria ao 250-S, com tuchos mecânicos em vez de hidráulicos e potência de 171 cv suficientes para 180 km/h.

## GTB/S2

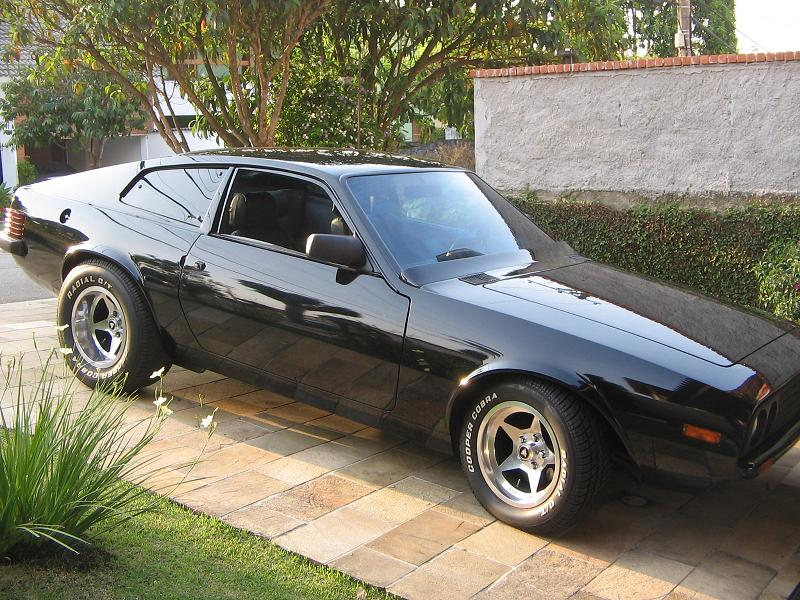
Puma GTB S2

No salão do automóvel de 1978 foi apresentado o novo modelo do PUMA GTB, agora denominado GTB/S2 (Série 2), um carro que apresentava linhas mais limpas com frente mais baixa, utilizando o mesmo e motor Chevrolet 6 Cilindros em linha de 4.100 cc o consagrado 250-S apresentava também na questão de segurança os inéditos cintos auto-enroláveis (retráteis ), bancos de couro, ar-condicionado e vidros elétricos e com um maior espaço interno para seus ocupantes, porém o banco traseiro continuava o mesmo, pequeno sendo apenas utilizado para pequenos percursos. O GTB/S2 foi uma das sensações daquele Salão do Automóvel,utilizava rodas de liga-leve produzidas em liga de antálio, de 7 polegadas utilizando Pneus BF-Goodrich Radial T/A 225/60R14 fabricados no Brasil.
Em alguns catálogos chegaram a ser cogitados outros modelos da linha GTB/S2 entre eles era o GTB/S3 que utilizaria o motor Chevrolet de 4 Cilindros de 2.500 cc utilizando como combustível Álcool e também o GTB/S4 utilizando o motor Chevrolet de 6 Cilindros de 4.100 cc 250-S turbinado, mas não se tem notícias se os dois modelos chegaram a ser realmente produzidos, porem já foram vistos os dois modelos GTB/S3 e o GTB/S4. 
O PUMA GTB/S2 Teve sua produção paralisada em fins de 1984, ano em que foram produzidos 56 Pumas GTB/S2, no total estimasse que foram 888 PUMA GTB/S2 em cinco anos de fabricação.
Em Março de 1986 a PUMA Veículos e Motores mudou-se para Curitiba no Paraná, nas mãos do empresário Rubens Dabul Maluf , fundou a Araucária S/A que voltou a produzir aos GTB/S2 sob licença da PUMA Veículos e Motores, pagando 0,5% de royalties sobre cada carro produzido. Na primeira fornada dos PUMA GTB/S2 paranaenses, foram produzidos 22 carros a previsão era de 68 carros até o final de 1986. Este "novo" GTB/S2 foi lançado com o nome ASA, com o mesmo estilo consagrado, porém com algumas alterações estéticas como a utilização das maçanetas da ALFA ROMEO 2300 e espelhos do DEL REY. No entanto, seu desempenho não era superior ao dos esportivos da época, que eram o Gol GT 1.8 e o Monza S/R. Tanto na aceleração quanto na velocidade máxima o desempenho do Puma GTB era inferior. Por este motivo o dono de um GTB tinha que engolir um dos citados esportivos pedindo passagem nas estradas,mesmo com o 6 cilindros de 171cv. Por dentro o "novo" GTB tinha poucas diferenças quando comparado ao modelo de 1984, o que revelava uma certa desatualização. A novidade era a relação de diferencial distinta da utilizada pelo PUMA no passado, ela foi alongada de 3,07:1 para 2,73:1 como nos OPALA da época, as suspensões se mantiveram as mesmas somente mudando a calibragem das molas e dos amortecedores pressurizados
Não se tem ideia de quantos modelos foram fabricados entre 1986 e 1987, e nem do carro que apareceu na reportagem da revista Quatro Rodas de 1986 como uma tentativa de relançamento do modelo, mas não passou de uma tentativa. No ano seguinte a fábrica da Araucária fora novamente vendida para outro empresário de Curitiba.

### A Série Daytona
Ainda em meados dos anos 80 a customização e personalização dos modelos era muito comum, com isso uma das Oficinas Autorizadas PUMA, denominada Fibrão, criou um Kit de personalização, para o PUMA GTB/S2, denominado Daytona. Este Kit era composto por para-choques maiores, mais largos, saia dianteira, alguns proprietários optavam por manter a grade, e os faróis redondos, mas o kit era composto também pela modificações das lanternas dianteiras sendo colocados os faróis da linha Gol e os piscas, saia lateral, aerofólio, maçanetas redondas do PUMA P-018, na traseira a placa foi deslocada para entre as lanternas, lanternas do VW Santana ou do Chevrolet Opala. 
Um dos mais famosos PUMA GTB/S2 com Kit Daytona foi de propriedade do Sr. Dimas Melo Pimenta, com ele o PUMA GTB;S2 se tornou um dos primeiros "funny cars" montados no Brasil, utilizando o motor Ford 302-V8 com Blower no seu Daytona a dianteira utilizava uma grade exclusiva e faróis e lanternas da linha Opala, sendo assim o Kit Daytona não era opcional e nem item de série disponibilizado pela Fábrica PUMA. 

## Puma AMV 4.1
A Terceira e última geração do PUMA GTB foi marcada pela paixão pela marca, o empresário Nívio de Lima que trabalhava nas férias paulistanas no auge da marca, realizou o sonho que na sua juventude era Distante. Acabou depois de anos após se consolidar como empresário do setor de autopeças realizou seu sonho radicalmente comprou a PUMA por um milhão de dólares, recomeçou a produção e destinou o primeiro carro para ele mesmo. A marca que estava desativada desde 1986 após a última tentativa de tentar reerguê-la feita pela Araucária S/A de Curitiba, esta não deu certo pois a empresa esbarrou numa dívida da PUMA Indústria de Veículos com a Volkswagen do Brasil. Mas Nívio assumiu o seu sonho com os pés no chão, trabalhou oito meses em silêncio investindo outro milhão de dólares numa montadora na Cidade Industrial de Curitiba e em modificações estéticas e melhorias mecânicas na versão mais potente o GTB, para se garantir Nívio negociou com uma revendedora dos EUA o Fornecimento de 318 PUMA AMV 4.1 em um ano, porém não se sabe se realmente estes AMV foram exportados. 
O PUMA AMV era na realidade uma reestilização do PUMA GTB/S2, tendo apenas a dianteira e traseira modificadas com relação ao modelo anterior, já no interior as principais melhorias foram os novos Bancos Recaro com revestimento em couro, novo desenho do painel de instrumentos semi-envolvente, ar-condicionado embutido no painel de instrumentos, barra estabilizadora Panhardt, os freios ficaram mais seguros com a adoção de uma válvula equalizadora, as rodas de liga leve eram as mesas utilizadas nos últimos anos do GTB/S2, utilizando pneus 205/60, direção hidráulica, comando elétrico dos vidros, rádio toca-fitas digital com antena elétrica, o desempenho do PUMA AMV era 0 a 100km/h 11,8s chegou a 183,98 Km/h contra 171,4 Km/h do último PUMA GTB/S2 produzido pela Araucária S/A, manteve a mesma aceleração de 0-100 Km/h na marca de 10,84 segundos , demorou menos nas retomadas de velocidade 18,03 segundos para ir de 40 Km/h a 120 Km/h por exemplo contra 22,19 do GTB/S2 da Araucária S/A.
Em 1990 o PUMA AMV 4.1 sofreu algumas modificações estéticas. A dianteira passou a ser pintada na cor do carro e os para-choques. O spoiler dianteiro foi modificado adotando faróis de milha da linha gol e novas rodas com calotas escondendo os parafusos. O tradicional volante estilo moto-lita também foi substituído por um de 4 raios mais moderno. Porém o destino da terceira geração estava traçado. Com o falecimento de Nívio de Lima em um acidente de carro e a abertura das importações pelo governo Collor de Mello, estimulou a entrada de esportivos importados mais bem planejados e com desempenho mais apurado, este fato selou o destino da divisão de esportivos da Alfa Metais que parou de produzir o AMV 4.1 em 1991 e continuou produzindo os AM4 até 1994 e os caminhões Leves até aproximadamente 1.998 na cidade Industrial de Curitiba deixando vários fãs da marca órfãos novamente sem dados oficiais de quantos AMV 4.1 Foram produzidos. 

## Ficha Técnica (GTB e GTB/S2)
- Motor de combustão interna, 4 tempos, longitudinal;
- 6 cilindros em linha; comando no bloco, 2 válvulas por cilindro.
- Cilindrada: 4.093 cm3.
- Potência máxima (bruta): 171 cv a 4.800 rpm.
- Torque máximo (bruto): 32,5 m.kgf a 2.600 rpm
- Taxa de compressão: 7,8:1. Carburador de corpo duplo.
- Velocidade máxima: 190 km/h